# Колесник Степан Павлович
Степа́н Па́влович Коле́сник (нар.12 лютого 1932, Мончинці Калинівського району Вінницької області — пом. 21 квітня 2024, Київ) — український публіцист, журналіст. Лауреат Державної премії України ім. Тараса Шевченка (1992). Член НСЖУ, НСПУ (з 1969).

## Біографія
Служив на флоті, у 1952–1953 роках працював у Шаргородському РК ЛКСМУ Вінницької області. У 1953 році вступив на факультет журналістики Київського університету імені Т. Г. Шевченка й закінчив у 1958 році. 
Працював у редакціях газет «Молодь України», «Патріот Батьківщини», «Радянська Україна», «Літературна Україна», журналів «Україна», «Новини кіноекрана», на кіностудії імені О. Довженка, у видавництві «Молодь». 
Від 1984 по 1999 роки читав свій курс студентам факультету журналістики Київського державного (потім національного) університету ім. Тараса Шевченка. Паралельно викладав у Академії Збройних Сил України. З 1986 року — доцент факультету журналістики Київського університету.
Подорожував від Карпат до Паміру, від Арктики (Ямал) до Венеції, Рима, Афін, Олімпії, Відня, Будапешта. 
Канал УТР створив відеофільм (державне замовлення) «Історія публіциста» про Степана Колесника. 
До січня 2013 року працював спеціальним кореспондентом газети «Сільські вісті».
Помер 24 квітня 2024 р. Похований в с. Озера (Бучанський район) на Київщині.

## Громадсько-політична діяльність
З 1993 року по 1999 рік головував у Київській організації Спілки письменників України та був секретарем Спілки письменників України. Член Національної спілки журналістів України. Був кандидатом у народні депутати України у 1998 році. 
Від грудня 1999 року член Ради старійшин УНП «Собор».

## Творчий доробок
Автор книжок:
- «Медозбір» (1967),
- «Яблуневі кордони» (1968),
- «Доброкут» (1975),
- «Живу після смерті» (1980),
- «За Десною жито половіє» (1982),
- «На Севере жарко» (1983),
- «Довга кладка через літа» (1990),
- «Куди пливе ескадра?»
- «Бунт середняків»
- «Обкрадені села» (1992).
- «Чи будемо пересівати волю» (2012)

Автор сценарію документального фільму «Солдатські вдови». (Кінотвір демонструвався в ООН), «Ой на горі калина», «Солдат зійшов на п'єдестал».

## Відзнаки
- У студентські роки відзначений медаллю «За освоєння цілинних земель».
- Ордени «За заслуги» (ІІІ та ІІ ступенів).
- У журналістиці С. Колесника вшановано відзнаками НСЖУ «Зірка української журналістики» та «Золота медаль української журналістики».
- Державна премія України ім. Т. Шевченка 1992 року за книгу «Обкрадені села»
- Міжнародної літературної премії ім. Івана Кошелівця
- Літературна премія імені Михайла Стельмаха журналу «Вінницький край» (2014).